# Zanna wroughtoni
Zanna wroughtoni är en insektsart som beskrevs av William Lucas Distant 1907. Zanna wroughtoni ingår i släktet Zanna och familjen lyktstritar. Inga underarter finns listade i Catalogue of Life.